# Quirino Cristiani
Quirino Cristiani (Santa Giuletta, 2 de julio de 1896 - Bernal, 2 de agosto de 1984) fue un caricaturista y director de animación italo-argentino responsable de los dos primeros largometrajes de animación y del primer largometraje de animación sonoro del mundo.

## Infancia y juventud
Quirino Cristiani era hijo de Luigi Cristiani (empleado municipal) y de Adele Martinotti (ama de casa). Tenía cuatro hermanos. Cuando su padre perdió su empleo, decidió irse a América en busca de un mejor futuro y se mudó con su familia a Buenos Aires, Argentina, en 1900.
En su adolescencia, Quirino mostraba pasión por el dibujo. Sus padres querían que estudiara medicina, pero «Qüirino» ya en la escuela secundaria se escapaba para tomar lecciones de dibujo con maestros como Lorenzo Gigli, Alfredo Guido y Ángel Vena.
Hizo un breve curso en la Academia de Bellas Artes y pronto encontró trabajo dibujando caricaturas para los diarios, que en esa época publicaban muchas historietas y sátiras políticas.

## Labor profesional

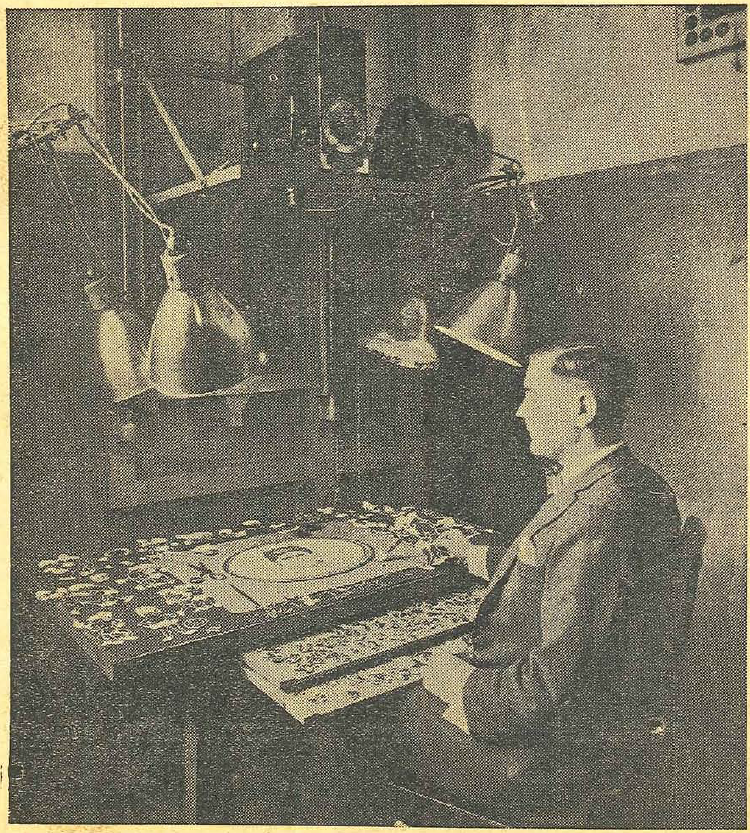
El dibujante Quirino Cristiani en su estudio de Buenos Aires.

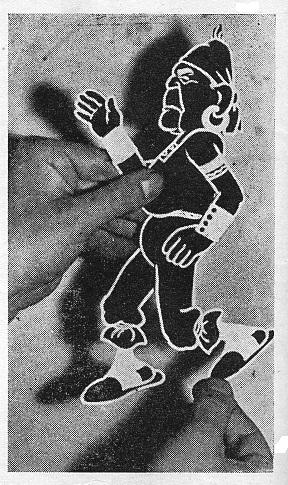
Quirino Cristiani mostrando, en 1955, la figura recortada y articulada de su personaje satírico El Peludo (basado en el presidente Yrigoyen); Cristiani patentó estas figuras en 1916 para la realización de sus filmes.

En 1916, a los 19 años, fue contratado por el italiano Federico Valle
(quien poseía un estudio cinematográfico en Buenos Aires) para dibujar caricaturas e incluirlas en sus películas informativas de cortometraje.
Ante la indicación por parte de Valle de que no admitiría imágenes fijas en sus filmaciones, Cristiani debió idear una manera de darle movimiento a sus dibujos. Con estas influencias fue que desarrolló las técnicas de la animación, que le permitieron realizar en 1917 el primer largometraje de dibujos animados de la historia, El apóstol. El largometraje fue producido por el propio Valle y financiado por el dueño de la cadena de cines (de apellido Franchini) donde se proyectaría la película. Para el film se utilizaron 58 mil dibujos en  35 mm (a razón de 14 cuadros por segundo), además de varias maquetas que representaban edificios públicos como el Congreso de la Nación Argentina, la Aduana de Buenos Aires y el edificio de Obras Sanitarias de la Nación, además de anegar las calles de la ciudad.
En 1918 realizó el segundo largometraje, Sin dejar rastros, que hacía referencia a un episodio ocurrido durante la Primera Guerra Mundial, que todavía continuaba, referido al hundimiento de la goleta Monte Protegido por parte de un submarino alemán que había provocado en el país manifestaciones de quienes propugnaban el abandono de la neutralidad y el apoyo a los Aliados y que finalizó con las excusas del Imperio Alemán. El filme duró un solo día en cartelera, no tuvo una buena aceptación por la opinión pública, la prensa no mencionó su existencia y fue confiscado por el Ministerio de Relaciones Exteriores, que no quería una confrontación contra Alemania.
En ese tiempo volvió a dibujar caricaturas e historietas para los periódicos, pero en vista de que el ingreso monetario no era suficiente para mantener a su familia comenzó un nuevo negocio. Este consistía en recorrer aquellos barrios de la ciudad que no tenían cine y proyectar películas en una pantalla al aire libre. El Public-Cine ―como él lo llamó― atrajo a muchas personas; sin embargo, las autoridades municipales opinaban que interrumpía el tráfico y perturbaba la paz y le clausuraron el negocio.
En 1927, la empresa cinematográfica estadounidense Metro-Goldwyn-Mayer lo contrató como director de publicidad de la filial argentina. Paralelamente, Cristiani fue formando su propio estudio, Cristiani Studios.
El 16 de septiembre de 1931, Cristiani estrenó Peludópolis, el primer largometraje de animación sonoro, de 80 minutos de duración. Trataba acerca de la corrupta ‘ciudad del Peludo’ (que era el apodo del expresidente Hipólito Yrigoyen [1852-1933]). Yrigoyen había sido el primer presidente elegido por voto secreto popular (ya que los casi veinte presidentes anteriores habían asumido mediante fraude electoral) y finalmente fue derrocado en 1930 por el general Félix Uriburu, con la excusa de corrupción. Tras ese primer golpe de Estado, comenzó la Década Infame. Es una sátira política en la que se muestra a los piratas al mando de El Peludo abordar la nave del Estado y desalojar a las fuerzas de El Pelado (el expresidente, también radical, Marcelo Torcuato de Alvear) y enfilar hacia la isla de Quesolandia hasta que aparece el Gobierno Provisional (el dictador Uriburu) en un barco de papel para tomar el poder.
La película le produjo a Cristiani grandes pérdidas económicas.
Ante la imposibilidad de competir con la empresa de Disney, que tenía mayor tecnología y capacidad presupuestaria, el laboratorio de Cristiani se dedicó al doblaje y subtitulado de las películas extranjeras.
En 1941, Walt Disney viajó a Argentina ante el estreno de su película Fantasía. Al conocer la obra de Cristiani, el empresario estadounidense le ofreció empleo en sus estudios en Estados Unidos, pero el argentino lo rechazó, ya que su laboratorio se había convertido en uno de los más importantes del país y no quería abandonar su empresa.
Dos incendios, uno en 1957 y el otro en 1961, destruyeron todas sus películas, las únicas excepciones son El mono relojero, Los que ligan y Firpo-Dempsey, las únicas que se conservan en la actualidad.
Después del incendio, Cristiani se retiró y fue olvidado por un largo período, hasta que a principio de los años ochenta se le rindieron homenajes tanto en Argentina como en Italia.
Murió en su casa, en la ciudad de Bernal, Argentina, el 2 de agosto de 1984.

## Filmografía
- 1916: La intervención en la provincia de Buenos Aires
- 1917: El apóstol (primer largometraje de animación en el mundo)
- 1918: Sin dejar rastros
- 1919: Los que ligan[7][8]
- 1923: Firpo-Dempsey (cortometraje acerca de la pelea de boxeo entre Luis Ángel Firpo y Jack Dempsey)
- 1923: Firpo-Brennan (cortometraje)
- 1924: Uruguayos forever (cortometraje acerca de la victoria de la selección de fútbol de Uruguay en las Olimpíadas de 1924)[9]
- 1924: Humberto de Garufa (cortometraje animado ―con guion, dirección y dibujos de Cristiani― acerca de la visita a Buenos Aires del príncipe italiano Humberto II de Italia)[10]
- 1925: Rhinoplastia
- 1925: Gastronomía
- 1931: Peludópolis
- 1938: El mono relojero (cuento de Constancio C. Vigil)
- 1941: Entre pitos y flautas
- 1943: Carbonada

## Premios Quirino
En 2018 nacieron los Premios Quirino de la Animación Iberoamericana, que deben su nombre al director Quirino Cristiani Estos galardones reconocen lo mejor de la animación en Iberoamerica y homenajean al talento y a la creatividad iberoamericana. 
El evento tiene lugar en la ciudad de Santa Cruz de Tenerife (España) donde se dan cita la industria latinoamericana, junto con la de Portugal, Andorra y España, construyendo un verdadero hermanamiento para desarrollar juntos el gran mercado que es Iberoamérica.
Al mismo tiempo también se celebran un foro de coproducción iberoamericano y un congreso internacional de la animación iberoamericana.